# Nabis flavomarginatus
Nabis flavomarginatus är en insektsart som beskrevs av Clarke H. Scholtz 1847. Nabis flavomarginatus ingår i släktet Nabis, och familjen fältrovskinnbaggar. Arten är reproducerande i Sverige.